# 火燒島之橫行霸道
《火燒島之橫行霸道》是一部於1997年出品的臺灣犯罪動作電影，由朱延平執導，吳奇隆、金城武領銜主演，此電影為《火燒島》的續集。

## 角色
| 演員   | 角色   | 粵語配音 | 備註 |
| 金城武 | 楊重   | 陳欣     | 警察 因在做任務時誤殺一名臥底而被送進火燒島監獄                                                                      |
| 吳奇隆 | 林建兒 | 潘文柏   | 拳手 被陳阿勇控制 因被陳阿勇手下打傷，逃脫時誤撞了一兩車子而被送進火燒島監獄                                         |
| 郝劭文 | 多多   |          | 林建兒妻子 |
| 翁虹   |        |          | |
| 黃秋生 | 古今倫 | 盧雄     | 本片終極大反派 笑面虎的典獄長 喜歡聼古典音樂 表面上要楊重做任務而會放他離開火燒島監獄，其實陷害其 最后被一群犯人打死 |
| 陳松勇 | 陳阿勇 |          | 本片大反派 控制林建兒，間接令其被送進火燒島監獄，但自己也被送進 宮天保敵人，和杜隊長勾結 最后被宮天保槍殺            |
| 吳孟達 | 吳西達 | 吳孟達   | 達叔 在逃出火燒島監獄時被多名警察開槍打死                                                                            |
| 樓學賢 | 宮天保 | 高翰文   | 黑幫老大，控制著東南亞海洛因市場。                                                                                   |
| 趙自強 | 酒鬼   | 陳永信   | 酒鬼 出獄後因無法融入社會飲彈自盡                                                                                    |
| 程東   | 杜隊長 | 程東     | 本片反派 古今倫下屬 和陳阿勇勾結                                                                                     |
| 黃一飛 | 犯人   |          | 把「火燒島之橫行霸道」這個故事講給囚犯聼                                                                             |

## 票房
《火燒島之橫行霸道》的票房不佳，比《火燒島》還要低，只取得3,039,388港幣。

## 外部連結
- 香港影庫上《火燒島之橫行霸道》的資料（繁體中文）